# Милош Стојановић (фудбалер, 1997)
Милош Стојановић (Београд, 18. јануар 1997) је српски фудбалер.